# Скобцева, Ирина Константиновна
Ири́на Константи́новна Ско́бцева (в замужестве Бондарчук; 22 августа 1927, Тула, СССР — 20 октября 2020, Москва, Россия) — советская и российская актриса; народная артистка РСФСР (1974).
Наиболее известна была в качестве киноактрисы, в её фильмографии более семидесяти ролей и запомнилась телезрителям в таких работах как «Отелло» (1955), «Обыкновенный человек» (1957), «Серёжа» (1960), «Тридцать три» (1965), «Война и мир» (1965—1967), «Зигзаг удачи» (1968), «Ватерлоо» (1970), «Они сражались за Родину» (1975), «Мэри Поппинс, до свидания!» (1983) и других.

## Биография
Родилась 22 августа 1927 года в Туле. Отец — Константин Алексеевич Скобцев (1903—1975), научный сотрудник Главного управления метеослужбы СССР; мать — Юлия Николаевна Скобцева (1904—1999), работала в архиве.
В школьные годы ходила на занятия в драмкружок.
В 1952 году окончила искусствоведческое отделение исторического факультета МГУ. В годы учёбы играла в студенческом театре. Позже поступила в Школу-студию МХАТ. В 1955 году окончила вуз (курс Александра Карева).
Дебютом в кино стала роль Дездемоны в фильме «Отелло» (1955). В 1956 году фильм участвовал в основной конкурсной программе Каннского кинофестиваля и был удостоен премии, а сама Скобцева — звания «Мисс шарм Каннского кинофестиваля».
С 1956 года — актриса (состояла в труппе) Театра-студии киноактёра.
Будучи студенткой Школы-студии МХАТ, познакомилась с Сергеем Бондарчуком. В 1959 году пара поженилась.
С 1970 года преподавала во ВГИКе, около двадцати лет вместе с Сергеем Бондарчуком вела актёрскую мастерскую.
В 1989 году входила в состав жюри «Мисс СССР».
С 2004 по 2014 годы — президент Международного фестиваля военно-патриотического фильма «Волоколамский рубеж» имени Сергея Бондарчука.
Являлась членом Союза кинематографистов Российской Федерации, Национальной академии кинематографических искусств и наук России.
Всего за долгие годы творческой деятельности сыграла более семидесяти ролей в фильмах и телесериалах.
Скончалась 20 октября 2020 года, ровно 26 лет спустя после смерти мужа, в Москве на 94-м году жизни. Церемония прощания и отпевание состоялось 22 октября 2020 года в Храме Воскресения Словущего на Успенском Вражке. Похоронена на Новодевичьем кладбище рядом с мужем и дочерью.

## Семья
- Первый муж — Алексей Аджубей (1924—1993), журналист (бывший тогда студентом)[7][17].
- Второй муж (с 1959[4][9][17]) — Сергей Бондарчук (1920—1994), актёр, кинорежиссёр; народный артист СССР (1952).
  - Дочь — Алёна Бондарчук (1962—2009), актриса[3][4][5][18].
    - Внук — Константин Крюков (род. 1985), актёр, ювелир[5][18][19].
      - Правнучка — Юлия Крюкова (род. 2007)[19].

  - Сын — Фёдор Бондарчук (род. 1967), актёр, кинорежиссёр[3][4][5][18].
    - Внук — Сергей Бондарчук (младший) (род. 1991), актёр[18][20].
      - Правнучка — Маргарита (род. 2012)[20].
      - Правнучка — Вера (род. 2014)[20].

    - Внучка — Варвара (род. 1999)[18][21].
    - Внук — Иван (род. 2 марта 2021)[22].

## Фильмография
| Год  |   | Название                                                | Роль                                                        |
| ---- | - | ------------------------------------------------------- | ----------------------------------------------------------- |
| 1955 | ф | Отелло                                                  | Дездемона                                                   |
| 1955 | ф | Иван Франко                                             | Людовика Шанкевич                                           |
| 1957 | ф | Обыкновенный человек                                    | Кира                                                        |
| 1957 | ф | Неповторимая весна                                      | Клавдия Николаевна Новожилова                               |
| 1957 | ф | Поединок                                                | Шурочка (Александра Петровна Николаева)                     |
| 1958 | ф | Шли солдаты                                             | дама в ресторане                                            |
| 1959 | ф | Аннушка                                                 | Аннушка (Анна Денисова)                                     |
| 1959 | ф | Белые ночи                                              | герцогиня                                                   |
| 1959 | ф | Заре навстречу                                          | Софья Александровна Савич                                   |
| 1960 | ф | Серёжа                                                  | Марьяна, мать Серёжи                                        |
| 1961 | ф | Суд сумасшедших                                         | Сузи Хаггер                                                 |
| 1963 | ф | Сотрудник ЧК                                            | Тверская, секретарь ЧК                                      |
| 1963 | ф | Я шагаю по Москве                                       | дама с зонтиком (эпизод)                                    |
| 1965 | ф | Тридцать три                                            | Вера Фёдоровна, врач-психиатр                               |
| 1965 | ф | Война и мир                                             | Элен Курагина                                               |
| 1968 | ф | Зигзаг удачи                                            | Лидия Сергеевна, фотограф                                   |
| 1970 | ф | Ватерлоо                                                | Мария, маркитантка (нет в титрах)                           |
| 1971 | ф | Человек в проходном дворе                               | Клавдия Николаевна Юшкова, вдова                            |
| 1972 | ф | Пятьдесят на пятьдесят                                  | Барбара, секретарь резидента английской разведки Понса      |
| 1972 | ф | Тайник у красных камней                                 | Анна Блоу                                                   |
| 1973 | ф | Молчание доктора Ивенса                                 | миссис Эвелин Ивенс                                         |
| 1973 | ф | Совсем пропащий                                         | вдова Дуглас                                                |
| 1973 | ф | Человек в штатском                                      | баронесса Изольда фон Остен-Фельзен                         |
| 1974 | ф | Выбор цели                                              | Марина Дмитриевна Курчатова                                 |
| 1974 | ф | Любовь земная                                           | Лиза Анисимова                                              |
| 1974 | ф | Такие высокие горы                                      | Лиза Пименовна                                              |
| 1975 | ф | Концерт для двух скрипок                                | Кира Викторовна                                             |
| 1975 | ф | Они сражались за Родину                                 | военврач                                                    |
| 1977 | ф | Степь                                                   | Графиня Драницкая                                           |
| 1978 | ф | Бархатный сезон                                         | миссис Бредвери                                             |
| 1978 | ф | Молодость с нами                                        | Шувалова Серафима Антоновна, учёный, профессор, доктор наук |
| 1978 | ф | Отец Сергий                                             | баронесса                                                   |
| 1980 | ф | Мой папа — идеалист                                     | мать Бориса                                                 |
| 1980 | ф | Овод                                                    | Миссис Бертон, мать Артура                                  |
| 1981 | ф | Дорогие мои москвичи                                    | ведущая телеклуба «Москвичка»                               |
| 1981 | ф | Красные колокола. Фильм 2. Я видел рождение нового мира | графиня Панина, дама на Невском                             |
| 1982 | ф | Красиво жить не запретишь                               | Анна Павловна                                               |
| 1983 | ф | Мэри Поппинс, до свидания!                              | миссис Кэти Ларк                                            |
| 1983 | ф | Ты мой восторг, моё мученье                             | Ирина Тарнопольская                                         |
| 1984 | ф | Время и семья Конвей                                    | Мейдж, спустя двадцать лет                                  |
| 1986 | ф | Борис Годунов                                           | хозяйка корчмы                                              |
| 1986 | ф | Лицом к лицу                                            | Софи Клер                                                   |
| 1987 | ф | Единожды солгав                                         | Анна Ивановна, мать Александра                              |
| 1987 | ф | Загадочный наследник                                    | Полина Андреевна Батистова                                  |
| 1988 | ф | Осень, Чертаново…                                       | мать Ирины                                                  |
| 1990 | ф | Очарованный странник                                    | графиня                                                     |
| 1991 | ф | Призраки зелёной комнаты                                | Паулина Фрезерс                                             |
| 1992 | ф | Бесы                                                    | Варвара Петровна, мать Ставрогина                           |
| 1992 | с | Тихий Дон                                               | Василиса Ильинична                                          |
| 1998 | ф | Маленький боец                                          | Ирина Сигизмундовна, бабушка Василя                         |
| 2000 | ф | Зависть богов                                           | Юлия Аполинарьевна, мама Сони                               |
| 2000 | ф | Зорка Венера                                            | бабушка Василия                                             |
| 2001 | ф | Наследницы                                              | Галина, бывшая жена Иваницкого                              |
| 2002 | ф | Женская логика                                          | Света Боброва                                               |
| 2003 | ф | Другая женщина, другой мужчина                          | Анна Юрьевна                                                |
| 2003 | ф | Не привыкайте к чудесам                                 | мама Ольги                                                  |
| 2003 | ф | Покаянная любовь                                        | Иртенёва Марья Петровна                                     |
| 2003 | ф | Янтарные крылья                                         | Елизавета Сергеевна, актриса, мать Алёны                    |
| 2004 | ф | Женская логика 4                                        | Света Боброва                                               |
| 2005 | ф | Алька                                                   | Татьяна Константиновна, бабушка Лёни                        |
| 2005 | ф | Наследницы 2                                            | Галина, бывшая жена Иваницкого                              |
| 2005 | ф | Счастье ты моё                                          | Евгения Леонардовна, мать Нетребина                         |
| 2005 | ф | Чёрный принц                                            | бабушка                                                     |
| 2006 | ф | Жара                                                    | хозяйка квартиры                                            |
| 2006 | ф | Женская логика 5                                        | Света Боброва                                               |
| 2006 | ф | Семейный ужин                                           | Ксения Васильевна, мама Ирины                               |
| 2006 | с | Тёмный инстинкт                                         | Елена Александровна, подруга Марины, бабушка Мещерского     |
| 2007 | ф | Артистка                                                | Варвара Фоминична, мама Викентия                            |
| 2008 | ф | Гаишники                                                | старушка                                                    |
| 2009 | ф | Обитаемый остров                                        | бабушка Максима                                             |
| 2010 | ф | В стиле jazz                                            | бывшая тёща Сергея                                          |
| 2012 | с | Счастливы вместе                                        | мама Лауры Ларионовны                                       |
| 2012 | с | Белая гвардия                                           | Мария Францевна Най-Турс, мама Най-Турса                    |
| 2012 | ф | Золото                                                  | Татьяна Власьевна                                           |
| 2012 | с | Синдром дракона                                         | Маргарита Петровна, соседка Запорожца                       |
| 2014 | ф | Тайна тёмной комнаты                                    | бабушка Зины и Андрея Николаевых                            |
| 2016 | ф | Опасные каникулы                                        | бабушка Серёжи                                              |

## Признание и награды
Государственные награды:
- Заслуженная артистка РСФСР (26 ноября 1965) — за заслуги в области советского киноискусства[23]
- Народная артистка РСФСР (28 марта 1974) — за заслуги в области советского киноискусства[24][1][3]
- орден Дружбы (25 августа 1997) — за заслуги перед государством, большой вклад в укрепление дружбы и сотрудничества между народами, многолетнюю плодотворную деятельность в области культуры и искусства[25]
- орден Почёта (3 мая 2018) — за большой вклад в развитие отечественной культуры и искусства, многолетнюю плодотворную деятельность[26]

Другие награды, премии, поощрения и общественное признание:
- Специальный приз жюри фестиваля телевизионного художественного кино «Сполохи» (2002, Архангельск) — за роль Галины Васильевны в фильме «Наследницы» (2001)[3]
- Приз имени Станислава и Андрея Ростоцких фестиваля российского кино «Окно в Европу» (2003, Выборг) — за роли Анны Юрьевны (фильм «Другая женщина, другой мужчина», 2003) и Елизаветы Сергеевны (фильм «Янтарные крылья», 2003)[3]
- Почётный приз «Кинотавра» «за вклад в российский кинематограф» (2 июня 2018) — за трепетность таланта и чарующую женственность[4][27][28]